# Мач Хэдэм (дворец)
Дворец Мач Хэ́дэм (англ. Much Hadham Palace или House) — главная достопримечательность английской деревни Мач Хэдэм в графстве Хартфордшир: дворец постройки XIII века, расположенный рядом с местной приходской церковью. В первой половине XV века — резиденция вдовы Генриха V французской принцессы Екатерины Валуа и тайно обвенчавшегося с ней валлийского землевладельца Оуэна Тюдора; предположительно место рождения их сына Эдмунда Тюдора, 1-го графа Ричмонда — впоследствии отца короля Англии Генриха VII.